# Пенверн, Арман
Арман Пенверн (фр. Armand Penverne; 26 ноября 1926[…], Пон-Скорф — 27 февраля 2012[…], 8th arrondissement of Marseille) — французский футболист, бронзовый призёр чемпионата мира (1958). Был частью знаменитой команды «Реймс», в составе которой 4 раза выиграл чемпионат Франции.

## Биография

### Клубная карьера
Пенверн начинал карьеру в клубе «Версаль», откуда в 1947 году перешёл в «Реймс». В составе «красно-белых» он отыграл 12 сезонов, став важной частью команды, с которой выиграл 4 чемпионских титула, 2 Кубка и 3 Суперкубка Франции, а также в составе этой команды доходил до двух Финалов Кубка европейских чемпионов (1956, 1959), которые оба раза были проиграны мадридскому «Реалу».
В 1959 году покинул команду и перешёл в «Ред Стар», в котором отыграл один сезон.
Его последним клубом в карьере стал «Лимож», в котором отыграв два сезона, он завершил карьеру.

### Карьера в сборной
В составе сборной Франции Пенверн играл на чемпионате мира 1954 года, где сыграл в матче со сборной Югославии (0:1). Через четыре года на чемпионате мира 1958 года был основным игроком и сыграл в 6 матчах турнира. Всего за сборную Турции сыграл 39 матчей и забил 2 гола.

### Тренерская карьера
В 1962 году в течение некоторого времени был тренером «Марселя», а затем был играющим тренером в клубе «Ла Сиота».

### Смерть
Скончался 27 февраля 2012 года в Марселе в возрасте 85 лет.

## Достижения
«Реймс»
- Чемпион Франции (4): 1948/49, 1952/53, 1954/55, 1957/58
- Обладатель Кубка Франции (2): 1950, 1958
- Обладатель Суперкубка Франции (3): 1949, 1955, 1958